# Кошканат
Кошканат (узб. Qo’shqanot, Қўшқанот) — міське селище в Узбекистані, в Шахрисабзькому районі Кашкадар'їнської області.
Статус міського селища з 2009 року.